# Wellinton da Cruz Filho
Wellinton Fernandes da Cruz Filho (* 27. April 1998) ist ein brasilianischer Leichtathlet, der sich auf den Diskuswurf spezialisiert hat.

## Sportliche Laufbahn
Erste internationale Erfahrungen sammelte Wellinton da Cruz Filho im Jahr 2017, als er bei den U20-Südamerikameisterschaften in Leonora mit einer Weite von 53,91 m die Silbermedaille mit dem 1,75-kg-Diskus gewann und mit 15,45 m den vierten Platz mit der U20-Altersklassenkugel belegte. Anschließend klassierte er sich bei den U20-Panamerikameisterschaften in Trujillo mit 16,31 m auf dem zehnten Platz im Kugelstoßen und brachte mit dem Diskus keinen gültigen Versuch zustande. Im Jahr darauf gewann er bei den U23-Südamerikameisterschaften in Cuenca mit 52,29 m die Silbermedaille hinter seinem Landsmann Cleverson Oliveira. 2019 belegte er bei den Südamerikameisterschaften in Lima mit 53,35 m den vierten Platz und 2021 gewann er dann bei den Südamerikameisterschaften in Guayaquil mit einem Wurf auf 59,55 m die Bronzemedaille hinter dem Chilenen Lucas Nervi und seinem Landsmann Alan de Falchi. Im Jahr darauf gewann er bei den Ibero-Amerikanischen Meisterschaften in La Nucia mit 57,09 m die Silbermedaille hinter dem Chilenen Lucas Nervi und 2023 gelangte er bei den Südamerikameisterschaften in São Paulo mit 58,95 m auf den fünften Platz. Im Jahr darauf siegte er mit 62,31 m bei den Ibero-Amerikanischen Meisterschaften in Cuiabá und 2025 gewann er bei den Südamerikameisterschaften in Mar del Plata mit 62,09 m die Silbermedaille hinter dem Chilenen Claudio Romero.
In den Jahren 2019 und 2021 sowie 2023 und 2024 wurde da Cruz Filho brasilianischer Meister im Diskuswurf.

## Persönliche Bestweiten
- Kugelstoßen: 16,52 m, 16. November 2024 in Concordia
- Diskuswurf: 63,68 m, 2. Mai 2025 in Santiago de Chile